# Municipio Azurduy
Das Municipio Azurduy ist ein Verwaltungsbezirk im Departamento Chuquisaca im südamerikanischen Anden-Staat Bolivien.

## Lage im Nahraum
Das Municipio Azurduy ist eines von zwei Municipios der Provinz Azurduy und liegt im südlichen Teil der Provinz. Es grenzt im Nordwesten an das Municipio Tarvita, im Westen und Süden an die Provinz Nor Cinti und im Osten und Norden an die Provinz Hernando Siles.
Das Municipio erstreckt sich zwischen 19° 49' und 20° 28' südlicher Breite und 64° 17' und 64° 36' westlicher Länge, es misst bis zu 70 Kilometer von Norden nach Süden und bis zu 30 Kilometer von Osten nach Westen.
Das Municipio hat 132 Ortschaften (localidades), der zentrale Ort des Municipios ist die Ortschaft Azurduy mit 1229 Einwohnern (Volkszählung 2012) im nördlichen Teil des Municipios.

## Geographie
Das Municipio Azurduy liegt zwischen dem Altiplano im Westen und dem Tiefland im Osten in einem der nord-südlich verlaufenden Seitentäler der bolivianischen Cordillera Central.
Das Klima der Region ist ein ausgesprochenes Tageszeitenklima, bei dem die Temperaturunterschiede zwischen Tag und Nacht deutlicher schwanken als die Durchschnittswerte zwischen Sommer und Winter. Die jährliche Durchschnittstemperatur liegt bei 14 °C (siehe Klimadiagramm Azurduy), die Monatswerte schwanken zwischen 10 °C im Juni/Juli und 16 °C im Dezember/Januar. Der Jahresniederschlag hat einen Wert von knapp 550 mm, mit einer Trockenzeit und monatlichen Werten unter 10 mm von Mai bis August, und Höchstwerten von 100 bis 110 mm von Dezember bis Februar.

## Bevölkerung
Die Einwohnerzahl ist zwischen 1992 und 2024 um etwa ein Drittel zurückgegangen:
| Jahr | Einwohner | Quelle       |
| ---- | --------- | ------------ |
| 1992 | 10.818    | Volkszählung |
| 2001 | 11.349    | Volkszählung |
| 2012 | 10.594    | Volkszählung |
| 2024 | 7.861     | Volkszählung |

Der Alphabetisierungsgrad bei den über 6-Jährigen beträgt 61,4 Prozent (2001), die Lebenserwartung der Neugeborenen liegt bei 57,0 Jahren, die Säuglingssterblichkeit ist von 9,0 Prozent (1992) auf 9,3 Prozent im Jahr 2001 geringfügig gestiegen.
60,9 Prozent der Bevölkerung sprechen Spanisch, 55,8 Prozent sprechen Quechua, und 0,1 Prozent Aymara. (2001)
90,3 Prozent der Bevölkerung haben keinen Zugang zu Elektrizität, 89,7 Prozent leben ohne sanitäre Einrichtung (2001).
54,8 Prozent der 2.329 Haushalte besitzen ein Radio, 5,4 Prozent einen Fernseher, 5,2 Prozent ein Fahrrad, 0,1 Prozent ein Motorrad, 0,3 Prozent ein Auto, 2,1 Prozent einen Kühlschrank, und 0,0 Prozent ein Telefon. (2001)

## Politik
Ergebnis der Regionalwahlen (concejales del municipio) vom 4. April 2010:
| Wahlberechtigte |  | Stimmen | gültig |  | MAS-IPSP | PAIS   | MSM   |
| --------------- |  | ------- | ------ |  | -------- | ------ | ----- |
| 3.697           |  | 3.184   | 2.568  |  | 1.690    | 733    | 145   |
|                 |  | 86,1 %  | 80,7 % |  | 65,8 %   | 28,5 % | 5,6 % |

Ergebnis der Regionalwahlen (elecciones de autoridades políticas) vom 7. März 2021:
| Wahl- berechtigte |  | Wahl- beteiligung | gültige Stimmen |  | MAS-IPSP | CST     | MNR    | UNIDOS | C-A    | UNIDOS |
| ----------------- |  | ----------------- | --------------- |  | -------- | ------- | ------ | ------ | ------ | ------ |
| 4.709             |  | 3.953             | 3.092           |  | 2.128    | 786     | 105    | 35     | 22     | 16     |
|                   |  | 83,95 %           | 78,22 %         |  | 68,82 %  | 25,42 % | 3,40 % | 1,13 % | 0,71 % | 0,52 % |

## Gliederung
Das Municipio untergliederte sich bei der Volkszählung 2012 in die folgenden drei Kantone (cantones):
- 01-0201-01 Kanton Azurduy – 48 Ortschaften – 4.457 Einwohner (2001: 4.431 Einwohner)
- 01-0201-02 Kanton Antonio López – 42 Ortschaften – 5.001 Einwohner (2001: 5.625 Einwohner)
- 01-0201-03 Kanton Las Casas – 11 Ortschaften – 1.136 Einwohner (2001: 1.293 Einwohner)

## Ortschaften im Municipio Azurduy
- Kanton Azurduy
  - Azurduy 1229 Einw. – San Gerónimo 241 Einw. – Cimientos 225 Einw. – Pampas Sepulturas 93 Einw. – Wancarani 13 Einw.

- Kanton Antonio López
  - Tablani 636 Einw. – Rodeo Grande 477 Einw. – Duraznal 437 Einw. – Pujyuni 394 Einw. – Rodeo Chico 375 Einw. – Tabacal 372 Einw. – Los Pinos 253 Einw. – San Antonio 187 Einw. – Barbechos 138 Einw.

- Kanton Las Casas
  - Torrecillas 214 Einw.